# Aleksandr Vladimirovich Popov
Aleksandr Vladimirovich Popov (tiếng Nga: Александр Владимирович Попов) (16 tháng 11 năm 1971 ở Sverdlovsk) là cựu vận động viên bơi lội người Nga. Anh phá kỷ lục Olympic 1992 (21,91 s) và phá kỷ lục thế giới năm 2000 (21,64 s) cự ly 50m bơi tự do.

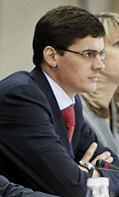
Alexander Popov. 2008.

## Thành tích Olympic
- Barcelona 1992
  - Vàng cự ly 50m bơi tự do
  - Vàng cự ly 100m bơi tự do
- Atlanta 1996
  - Vàng cự ly 50m bơi tự do
  - Vàng cự ly 100m bơi tự do

## Thành tích
- Rom 1994
  - Vàng cự ly 50m bơi tự do
  - Vàng cự ly 100m bơi tự do
- Perth 1998
  - Vàng cự ly 100m bơi tự do
- Barcelona 2003
  - Vàng cự ly 50m bơi tự do
  - Vàng cự ly 100m bơi tự do
  - Vàng cự ly 4x100m bơi tự do

## Giữ kỷ lục thế giới
(20/8/2006)
| 50m bơi tự do | 21,64 s | 16 tháng 6 năm 2000 | Moskva |